# Rosenheim
Rosenheim é uma cidade da Alemanha localizada na região administrativa da Alta Baviera, estado de Baviera.
Rosenheim é uma cidade independente (Kreisfreie Städte) ou distrito urbano (Stadtkreis), ou seja, possui estatuto de distrito (kreis).